# Veégh Sándor
Veégh Sándor (Aranymező, 1906. június 28. – Marosvásárhely, 1977. március 17.) erdélyi magyar irodalomtörténész, bibliográfus, egyetemi oktató.

## Életútja
Középiskolai tanulmányait Nagybányán és Csíkszeredában végezte, a Római Katolikus Főgimnáziumban érettségizett. 1930-ban a kolozsvári I. Ferdinand Egyetem bölcsészkarán végzett, 1934-ben doktorált. Román és francia nyelvet tanított Csíkszeredában, Marosvásárhelyen. A második világháborúban katona volt. Hazatérve, 1945 után a marosvásárhelyi Kereskedelmi Középiskolában s óraadóként az OGYI-n tanított román nyelvet és irodalmat, majd a Tartományi Könyvtár munkatársa volt.
Irodalomtörténész-bibliográfusként elsőnek vette számba Petőfi Sándor költeményeinek román fordítóit és fordításait. Első írása 1932-ben jelent meg az Erdélyi Lapokban; közölt a Hitelben is (Kazinczy és a románok. 1942/5. 312–314). Későbbi cikkeit az Utunk, a Korunk és a Vörös Zászló hasábjain publikálta.

## Kötete
- Petőfi a románoknál (bölcsészdoktori értekezés, Csíkszereda 1934).